# Brussels Airlines
A Brussels Airlines é uma companhia aérea belga, criada em Novembro de 2006 através da fusão das companhias aéreas SN Brussels Airlines e Virgin Express. A companhia tem como base (hub) o aeroporto de Bruxelas (Brussels National) com presença maioritária naquele aeroporto e sendo a principal companhia aérea belga. A empresa é também considerada a empresa herdeira da já extinta Sabena, principal companhia aérea belga até 2001, ano em que faliu.
Em Setembro de 2008, foi anunciado que a companhia aérea alemã Lufthansa pretendia adquirir 45% das acções da Brussels Airlines (deixando em aberto a opção de adquirir os restantes 55% até 2011), e desta forma, garantir a entrada da Brussels Airlines na aliança de companhias aéreas Star Alliance. Com a aprovação destas medidas por parte da Comissão Europeia em 2009, estas medidas estão a decorrer, e a empresa completou a sua entrada na Star Alliance em 9 de dezembro de 2009. Está também em curso a substituição gradual das aeronaves mais antigas da empresa, nomeadamente os aviões mais antigos do tipo Boeing 737, que a empresa adquiriu através da fusão com a Virgin Express. Para substituir os modelos mais antigos da frota, a empresa irá adquirir aviões do tipo Airbus A319 e/ou A320.
É também uma das empresas com mais ofertas de voos de longo-curso para África, a empresa irá adquirir mais aviões do tipo Airbus A330, para aumentar a sua oferta e substituir os modelos mais antigos, do mesmo tipo.

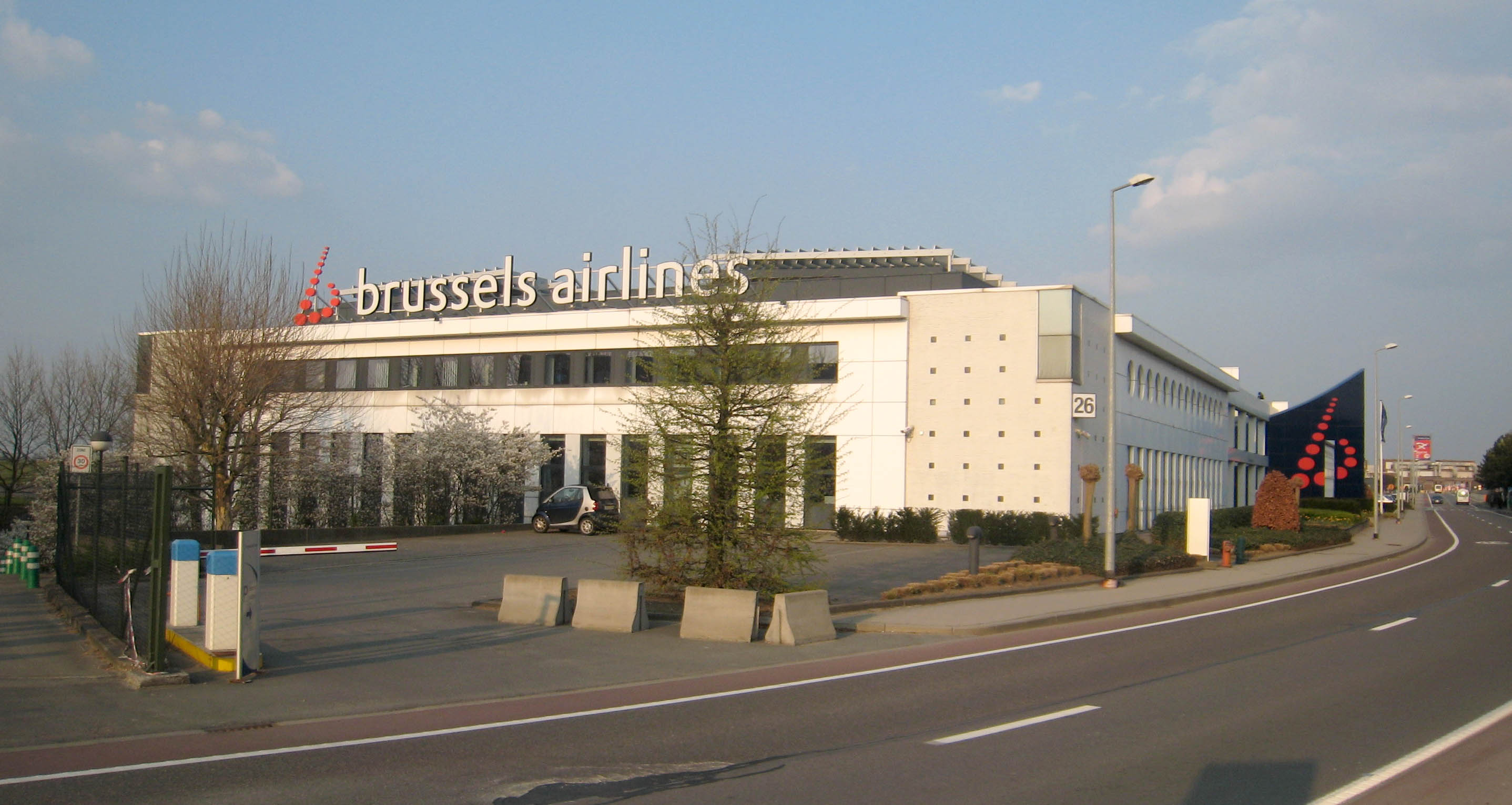
A sede da Brussels Airlines

Ao nível do serviço a bordo, para a maioria das suas rotas europeias (de médio curso), a companhia oferece nos seus voos três classes de serviço a bordo:
- b.business: Classe executiva da Brussels Airlines;
- b.flex: Classe económica flexível da Brussels Airlines: inclui mais espaço entre assentos e um serviço a bordo completo;
- b.light: Classe económica de baixo custo da Brussels Airlines: refeições e bebidas a bordo à venda e maiores restrições ao nível das reservas e passagens aéreas.
Nos voos de longo curso (incluindo voos para Helsínquia, Moscovo e Tel Aviv), a empresa oferece duas classes tradicionais de serviço, classe executiva (business) e classe económica (economy).
A companhia é composta por uma frota de 50 aviões de médio e longo curso, voando diariamente para destinos na Europa, África e Médio Oriente. Através de parcerias com outras companhias aéreas, oferece também voos em regime de code-share para a Médio Oriente (Etihad Airways) e para a Ásia (Hainan Airlines da China e Jet Airways da Índia). Para além destas parcerias, a companhia também opera em conjunto os voos entre Bruxelas e a Suíça (em parceria com a Swiss).

## Frota

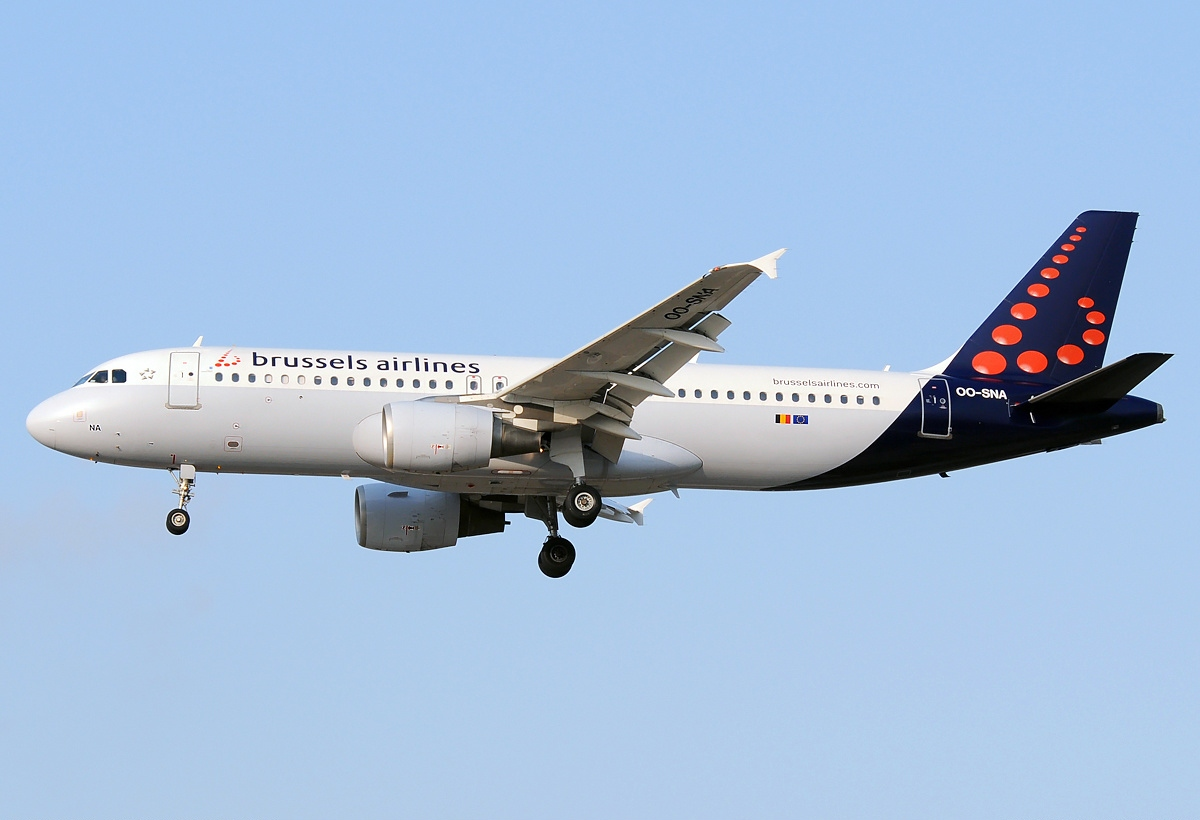
Airbus A320 da Brussels Airlines.

março de 2018, the Brussels Airlines fleet consists of the following registered aircraft:
| Aeronave        | Em serviço | Encomendas | Passageiros  | Passageiros  | Passageiros  | Passageiros  | Notas |  |
| Aeronave        | Em serviço | Encomendas | C            | Y+           | Y            | Total        | Notas |  |
| --------------- | ---------- | ---------- | ------------ | ------------ | ------------ | ------------ | --- |  |
| Airbus A319-100 | 22         | —          | —            | —            | 141          | 141          | One in Star Alliance livery.                                                                                    |  |
| Airbus A320-200 | 15         | 1          | —            | —            | 180          | 180          | 5 Belgian Icons OO-SNA/B/C/D/F                                                                                  |  |
| Airbus A330-200 | 4          | —          | 22           | —            | 242          | 264          | To be replaced by Airbus A330-300.                                                                              |  |
| Airbus A330-300 | 9          | 1          | 30           | 39           | 219          | 288          | To be replaced by newer second-hand Airbus A330-300s. One aircraft registered OO-SFB is operating for Eurowings |  |
| Airbus A340-300 | 2          | —          | por anunciar | por anunciar | por anunciar | por anunciar | Operated on behalf of Eurowings.                                                                                |  |
| Total           | 48         | 9          |              |              |              |              | |  |

## Presença em Portugal
Dando continuidade às operações de voo das antigas Virgin Express e SN Brussels Airlines, a companhia oferece actualmente a partir da sua base de Bruxelas duas frequências diárias para Lisboa no horário de inverno, aumentando para três frequências diárias durante o horário de verão, uma frequência diária para o Porto e várias frequências semanais para Faro (diárias durante o Verão). Em 2017, passou também a ter uma frequência semanal (ao sábado) para o Funchal.